# ジョン・パウエル
ジョン・パウエル（John Gates Powell、1947年6月25日 - 2022年8月18日）は、アメリカ合衆国の陸上競技選手。
円盤投の選手として1976年モントリオールオリンピックと1984年ロサンゼルスオリンピックに出場。モントリオール大会では65m70の記録で、アメリカのマック・ウィルキンズ（Mac Wilkins）、東ドイツのヴォルフガング・シュミット（Wolfgang Schmidt）に次いで銅メダルを獲得。ロサンゼルス大会では、65m46で西ドイツのロルフ・ダンネベルク（Rolf Danneberg）、ウィルキンズに次いで銅メダルを獲得した。